# Alosa mediocris
Az Alosa mediocris a sugarasúszójú halak (Actinopterygii) osztályának heringalakúak (Clupeiformes) rendjébe, ezen belül a heringfélék (Clupeidae) családjába tartozó faj.

## Előfordulása
Az Alosa mediocris elterjedési területe az Atlanti-óceán nyugati része. A hal, Maine államtól a floridai Johns folyóig (St. Johns River) megtalálható. E két terület között, több kisebb folyóban is fellelhető.

## Megjelenése
Ez a halfaj általában 34 centiméter hosszú, de akár 60 centiméteresre is megnőhet. Nagyon hasonlít az Alosa chrysochlorisra, de a vállán van egy sötét folt, amely az A. chrysochlorisnál hiányzik. A vállon levő sötét folt mellett, az oldalon - egyes példányoknál, de nem mindegyiknél - még néhány halványabb folt is található. Mindegyik példány ezüstös színű, hátuk sötét szürkészöld.

## Életmódja
Az Alosa mediocris egyaránt megél a sós-, édes- és brakkvízben is. Késő tavasszal és kora nyáron, a felnőtt halak rajokban úsznak a partok mentén és a folyótorkolatokban. Tápláléka kis halak, kalmárok, kisebb rákok és halikrák. Ebben a halfajban fonálférgek (Nematoda), galandférgek (Cestoda) és valódi mételyek (Trematoda) élősködnek.

## Szaporodása
Ez az alózafaj anadrom vándorhal (a tengerből az édesvízbe vonul ívni). Az ikráit az édesvizek árapály térségeiben rakja le. Az ívási időszak, a Chesapeake-öbölben, májusban van. Ívás után, a felnőttek visszatérnek az óceánba. Az ivadék a nyár folyamán, elhagyja a szülőhelyét.

## Felhasználása
Az Alosa mediocrist csak kis mértékben halásszák.